# Jasmin Muharemović
Jasmin Muharemović (Tešanj, 22. veljače 1965.), bosanskohercegovački je pop-folk pjevač. Uz njega ima još troje braće i tri sestre. Izdaje pod etiketama Diskos, Evro Sound, JVP i BN Music.

## Osobni život i karijera
Rođen u Tešnju. Preselio je 1983. u Požarevac gdje je sreo pisca hitova Novicu Uroševića i 1987. započeo karijeru profesionalnog pjevača folk glazbe. Prvi je Muharemovićev album prodan u 250.000 primjeraka i imao je mnogo uspjeha kao početnik. Godine 1994. je zbog rata u rodnoj BiH preselio u Beč. Danas živi u Beču i Tešnju. 

## Diskografija
Diskografija albuma:
- Ja sam taj (1987., Diskos) *skladao N.Urošević
- Prvi momak (1988., Diskos) *skladao N.Urošević
- Osvajač (1989., Diskos) *skladao N.Urošević
- Bolje ljubav, nego rat (1991., Diskos) *skladao N.Urošević
- Sve me boli (1994.)
- Crna ženo! (1995.)
- Vernost i neverstvo (1998.) *skladao N.Urošević
- Nešto nemoguće (2001.)
- Jasmin Muharemović (2003.)
- Žilet/Sms (2005.)
- Ljubav mala, briga velika (2010.)[2]